# Love of Life
Love of Life es el octavo álbum de estudio del grupo de rock experimental Swans, publicado el 24 de febrero de 1992 a través de Young God Records. Al igual que su predecesor, White Light from the Mouth of Infinity, estuvo descatalogado durante un largo tiempo y no fue reeditado hasta diciembre de 2015.

## Lista de canciones
| Cara A |                                                |          |  |
| N.º    | Título                                         | Duración |  |
| 1.     | «(---)»                                        | 0:17     |  |
| 2.     | «Love of Life»                                 | 3:41     |  |
| 3.     | «The Golden Boy That Was Swallowed by the Sea» | 4:32     |  |
| 4.     | «(---)»                                        | 0:37     |  |
| 5.     | «(---)»                                        | 2:06     |  |
| 6.     | «The Other Side of the World»                  | 4:40     |  |
| 7.     | «Her»                                          | 5:24     |  |
| 8.     | «The Sound of Freedom»                         | 4:34     |  |

| Cara B |                          |          |  |
| N.º    | Título                   | Duración |  |
| 9.     | «(---)»                  | 0:34     |  |
| 10.    | «Amnesia»                | 4:19     |  |
| 11.    | «Identity»               | 4:31     |  |
| 12.    | «(---)»                  | 1:02     |  |
| 13.    | «In the Eyes of Nature»  | 4:42     |  |
| 14.    | «She Cries (For Spider)» | 4:57     |  |
| 15.    | «God Loves America»      | 3:43     |  |
| 16.    | «(---)»                  | 1:20     |  |
| 17.    | «No Cure for the Lonely» | 2:56     |  |

## Créditos
- Michael Gira – voz, guitarra eléctrica, guitarra acústica, samples, producción, diseño de la funda
- Jarboe – voz, teclados, coros, mellotron
- Clinton Steele – guitarra eléctrica, guitarra acústica
- Algis Kizys – bajo eléctrico
- Vincent Signorelli – batería
- Jenny Wade – bajo eléctrico
- Ted Parsons – batería
- Troy Gregory – bajo eléctrico
- Larry Seven – bajo eléctrico, guitarra eléctrica
- Adam Jankowski – narrador en "Identity"
- Martin Bisi – ingeniero, programador